# Tetsuya Kumakawa
Tetsuya Kumakawa soprannominato Teddy (熊川 哲也; Asahikawa, 5 marzo 1972) è un ballerino giapponese, ex primo ballerino del Royal Ballet.

## Primi anni
Tetsuya Kumakawa è nato il 5 marzo 1972 a Asahikawa, Hokkaido, Giappone. Ha iniziato a studiare balletto a 10 anni. A 15 anni, si è trasferito nel Regno Unito e si è unito alla Royal Ballet School, prima di entrare a far parte del The Royal Ballet dopo il diploma nel 1989 e diventare il più giovane solista della loro storia. È stato promosso a Primo Solista nel 1991 e Primo Ballerino nel 1993.

## Carriera
Kumakawa ha vinto la Medaglia d'Oro e l'allora appena istituito Premio Prince Takamado al Prix de Lausanne del 1989 ed è tornato come giuria membro nel 2013.
Nel 1998, Kumakawa e altri cinque ballerini del Royal Ballet, Stuart Cassidy, Gary Avis, Matthew Dibble, Michael Nunn e William Trevitt hanno lasciato la compagnia per formare il K-Ballet. Ha fondato la K-Ballet School nel 2003.
Nel 2006, Kumakawa ha vinto il "quinto Asahi Scenic Art Prize" per la sua interpretazione e presentazione artistica e originale dei pezzi classici "Don Chisciotte" e "Lo Schiaccianoci"

## Repertorio
Con il Royal Ballet, Kumakawa ha ballato ruoli come 'Lead Mandolin Player' in Romeo and Juliet di Kenneth MacMillan, Act 1 pas de trois in Pëtr Il'ič Čajkovskij di Swan Lake, L'idolo di bronzo in La Bayadère e 'The Fool' nella prima di Kenneth MacMillan di Il principe delle pagode.